# Dasumia nativitatis
Espèce
Dasumia nativitatis est une espèce d'araignées aranéomorphes de la famille des Dysderidae.

## Distribution
Cette espèce est endémique de Grèce. Elle se rencontre en Grèce-Occidentale, en Épire et aux îles Ioniennes.

## Description
Le mâle holotype mesure 3,50 mm et la femelle paratype 4,40 mm.

## Publication originale
- Brignoli, 1974 : Ragni di Grecia VI. Specie nuove o interessanti delle isole Ionie e della Morea (Araneae). Revue suisse de Zoologie, vol. 81, p. 155-175 (texte intégral).